# Megaro Musikis
Megaro Musikis (gr: Μέγαρο Μουσικής) – stacja metra ateńskiego na linii 3 (niebieskiej). Została otwarta 28 stycznia 2000. Znajduje się tuż obok Ateńskiej Hali Koncertowej (gr. Μέγαρο Μουσικής Αθηνών).